# يوهان شتراوس الأب

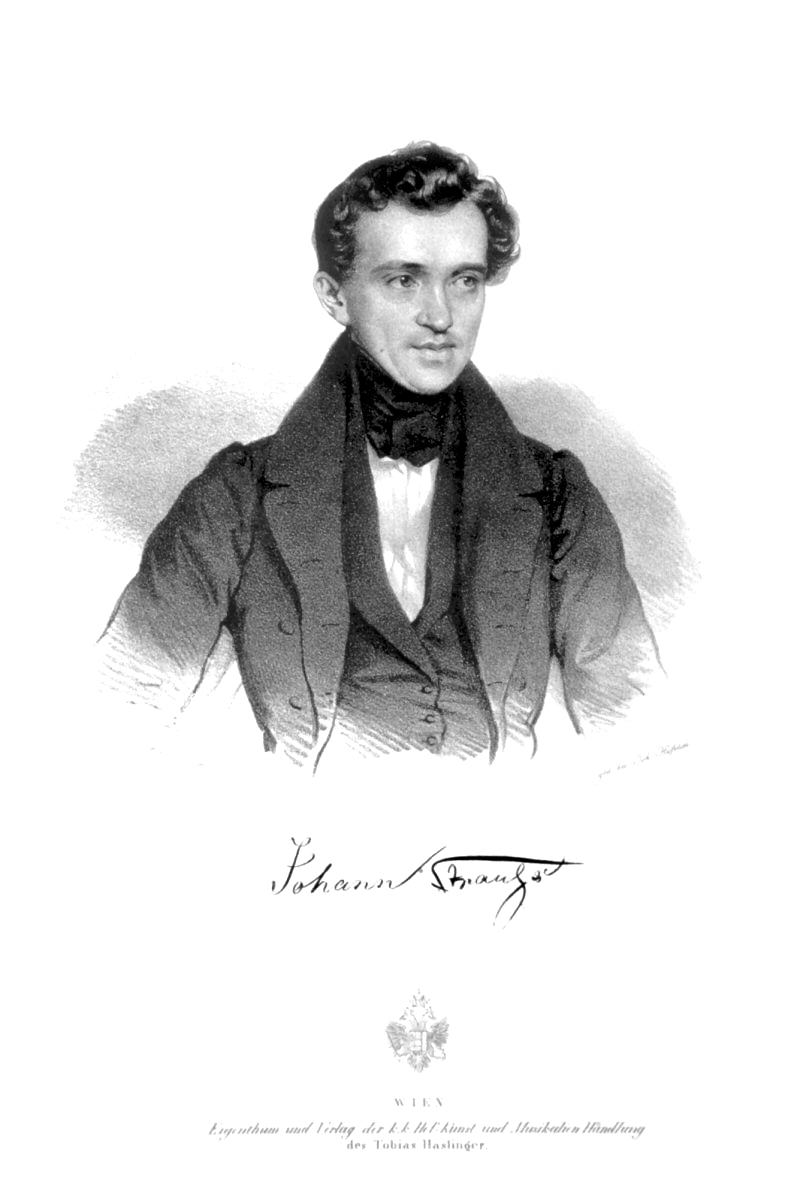
يوهان شتراوس الأب

يوهان بابتيست شتراوس 14 مارس 1804 في فيينا - 25 سبتمبر 1849 في فيينا. كان ملحناً نمساوياً ووالد يوهان شتراوس الابن .

## حياته
ولد شتراوس في ليوبولدشتات بفيينا. بعد أن درس الكمان والإيقاع لفترة التحق بفرقة ميشيل بامير الموسيقية الشعبية وعمره 15 سنة. ثم أنشأ فرقته الموسيقية الخاصة عام 1825 للعزف في حانات وفنادق فيينا. أصبح معروفًا بموسيقاه لرقصات الفالس. ومع اتساع شهرته ازداد حجم فرقته، وعزفت في كثير من المدن النمساوية. ثم قامت فرقة شتراوس الموسيقية فيما بعد بتقديم عروضها في كل أرجاء أوروبا وحظيت بالمزيد من النجاح حيثما حلت.

## أعماله الموسيقية
تضم مؤلفات شتراوس الموسيقية كل الأنواع المحببة من موسيقى الرقص في النمسا خلال أوائل القرن التاسع عشر. ألف حوالي 250 قطعة موسيقية، منها 150 قطعة من موسيقى رقصات الفالس. تجسد موسيقى شتراوس لرقصات الفالس.

## روابط خارجية
- يوهان شتراوس الأب على موقع IMDb (الإنجليزية)
- يوهان شتراوس الأب على موقع الموسوعة البريطانية (الإنجليزية)
- يوهان شتراوس الأب على موقع ميوزك برينز (الإنجليزية)
- يوهان شتراوس الأب على موقع أول موفي (الإنجليزية)
- يوهان شتراوس الأب على موقع قاعدة بيانات برودواي على الإنترنت (الإنجليزية)
- يوهان شتراوس الأب على موقع قاعدة بيانات الأفلام السويدية (السويدية)
- يوهان شتراوس الأب على موقع إن إن دي بي (الإنجليزية)
- يوهان شتراوس الأب على موقع أول ميوزيك (الإنجليزية)
- يوهان شتراوس الأب على موقع ديسكوغز (الإنجليزية)
- يوهان شتراوس الأب على موقع كينوبويسك (الروسية)